# 草江站
草江站（日语：／ Kusae eki */?）是位於山口縣宇部市草江，屬於西日本旅客鐵道（JR西日本）的宇部線車站。

## 歷史
- 1923年（大正12年）8月1日 - 宇部鐵道（日语：宇部鉄道）宇部新川站至床波站之間開通，此停留場啟用。
- 1943年（昭和18年）5月1日 -  宇部鐵道被國有化。同時此停留場升級至車站，成為國有鐵道宇部東線車站。
- 1948年（昭和23年）2月1日 - 宇部東線改名為宇部線，此站成為宇部線車站。
- 1987年（昭和62年）4月1日 - 伴隨國鐵分割民營化，車站由西日本旅客鐵道（JR西日本）營運。
- 2011年（平成23年）11月3日 - 在站前委托售票業務的「西村商店」結業，此站成為無人車站。[1]
- 2017年（平成29年）10月 - 「JR宇部線使用促進協議會」把車站大樓外牆上裝飾帶有動植物圖案的藝術品[2]。

## 車站構造

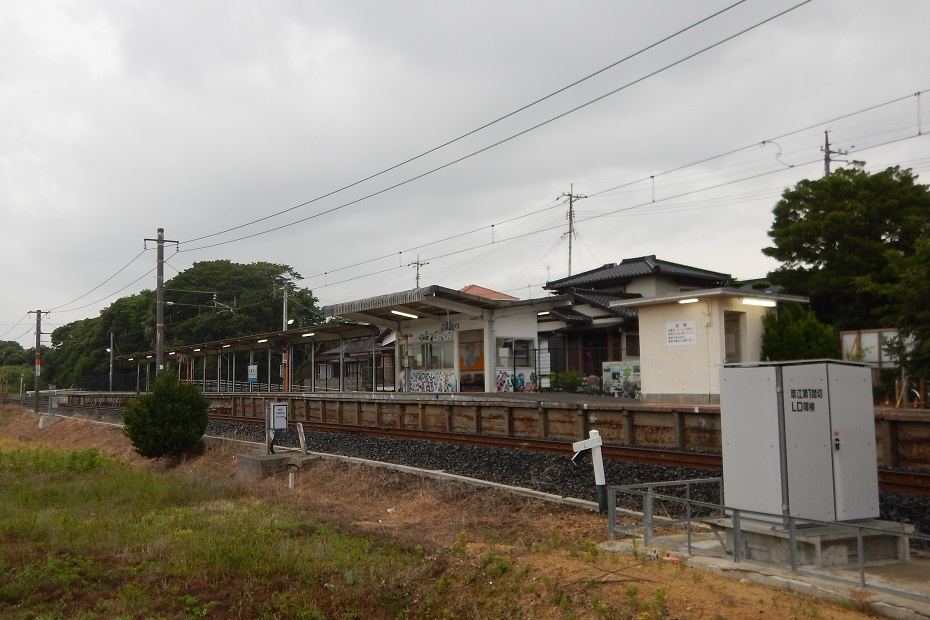
月台全景（2019年6月）

本站是地面車站，設有1面1線的單式月台。往宇部新川方向的列車會開啟右邊車門。月台上設有候車室。在2009年（平成21年）3月，月台提升高度工程完成，同時加設斜道，使車站成為無障礙環境。
此站是由山口地域鐵道部管理的無人車站。站內沒有櫃臺。站前的「西村商店」在過去可發售車票（只限常備券），當時為簡易委託車站。2011年（平成23年）11月該商店結業，使本站成為無人車站。該商店委托發售車票的情況被收錄在朝日電視台的綜藝節目《珍奇百景鑑定團》（2010年6月9日播映【珍百景No.634】）。

## 車站周邊
車站周邊設有農田和住宅區。商業設施主要在車站後方，距離此站北邊約600米處的國道190號上。
- 山口宇部機場（步行8分鐘）
- 山口縣道220號宇部機場線（日语：山口県道220号宇部空港線）
- 恩田運動公園（日语：恩田運動公園）
- Aruku（日语：丸久）恩田店
- JUNTENDO（日语：ジュンテンドー）常盤店
- 宇部則貞郵局
- 山口銀行則貞分店
- 西中國信用金庫（日语：西中国信用金庫）常盤分店

### 與山口宇部機場的關係

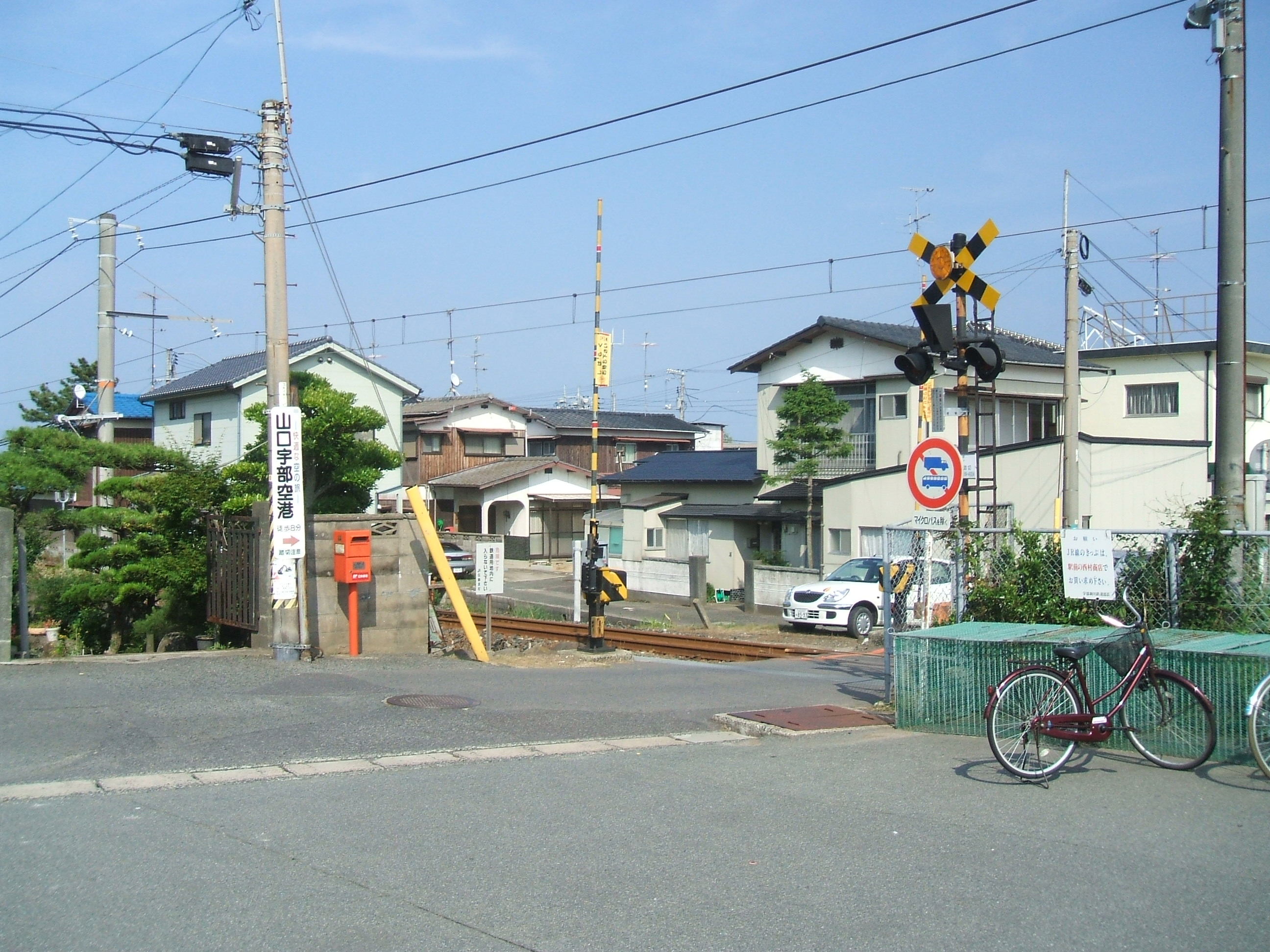
草江站前的平交道。在電柱上設有「山口宇部機場」的指示牌

在地理上，此站最接近山口宇部機場。由於JR班次沒有配合飛機航班班次，因此沒有太多乘客使用此站前往機場，此站不會當作機場連駁車站。
在近年的「JR時間表」（交通新聞社出版）中，此站成為機場最接近車站。在宇部市政廳中，表示此站是最接近機場的車站。在山口宇部機場內設有此車站時間表。跟境線大篠津站與米子機場情況相近。

## 使用狀況
以下為近年使用人次：
| 乘車人次變化 | 乘車人次變化 |
| 年度         | 1日平均人次  |
| ------------ | ------------ |
| 1999         | 186          |
| 2000         | 162          |
| 2001         | 150          |
| 2002         | 121          |
| 2003         | 115          |
| 2004         | 97           |
| 2005         | 83           |
| 2006         | 84           |
| 2007         | 77           |
| 2008         | 75           |
| 2009         | 81           |
| 2010         | 90           |
| 2011         | 85           |
| 2012         | 83           |
| 2013         | 86           |
| 2014         | 70           |
| 2015         | 88           |
| 2016         | 84           |
| 2017         | 92           |
| 2018         | 95           |

## 相鄰車站
西日本旅客鐵道（JR西日本）
■宇部線
常盤－草江－宇部岬

## 注腳
1. 1 2  宇部線・草江駅横「西村商店」が閉店－切符受託販売、57年の歴史に幕 （页面存档备份，存于）（日語）-山口宇部經濟新聞 2011年11月22日
2. ↑  . 交通新聞 (交通新聞社). 2017-10-17: 3.
3. ↑  珍百景コレクション （页面存档备份，存于）（日語）-朝日電視台 珍奇百景鑑定團官方網站
4. ↑  山口縣統計年鑑

## 外部連結
- 草江｜車站資訊：JR出門網 - 西日本旅客鐵道（日語）